# Daigaku-no-kami
Le titre de Daigaku-no-kami (大学頭) (« Chef des études ») était conféré au chef du Daigaku-ryō, l'Université impériale du Japon de l'époque de Heian (794-1185) jusqu'au début de l'ère Meiji. Le titre et la fonction étaient attribués au nom de l'empereur du Japon.
Durant l'époque d'Edo (1603-1868), le chef de l'éducation et des centres de formation des fonctionnaires du shogunat Tokugawa portait également le titre de Daigaku-no kami, mais cette fois-ci la fonction était attribuée au nom du shogun.

## Dans la hiérarchie de la cour impériale
Le Daigaku-no kami de la cour impériale était le responsable du système scolaire national. Il dirigeait le Daigaku-ryō, l'Université impériale. Le titre est né pendant les réorganisations gouvernementales commencées en 701 appelées ritsuryō-sei (律令制).
La fonction et le titre furent placés sous la direction du prince Osakabe, de Fujiwara no Fuhito et d'Awata no Mahito sur l'ordre de l'empereur Mommu. Comme beaucoup d'autres développements de l'époque, le titre était une adaptation inspirée du système gouvernemental de la Chine des Tang.
Durant la période Asuka, l'époque de Nara et l'époque de Heian, le ministère des Services civils entretenait des archives biographiques des citoyens méritants. Le fonctionnaire le plus haut placé de ce ministère était alors le chef administrateur (式部卿,, Shikibu-kyō) aussi connu sous le nom de chef ministre de l'instruction publique.
Le poste était généralement réservé à un fils ou un proche de l'empereur. Par exemple, en 773, le daigaku-no-kami était Yamabe-shinnō qui était le prince héritier de l'empereur Kōnin.
Sept juges assistaient le chef de l'éducation.
Les rangs inférieurs étaient :
- Chef de l'éducation (大学頭,, Daigaku-no kami?)[6].
  - Chefs experts de l'histoire (du Japon et de Chine) (紀伝博士,, Kiden hakase?)[6].
  - Chefs experts des classiques (chinois) (明経博士,, Myōgyō hakase?)[6].
  - Chefs experts des lois (du Japon et de Chine) (明法博士,, Myōbō hakase?)[6].
  - Chefs experts des mathématiques (算博士,, San hakase?)[6].
  - Calligraphe en chef de la cour (文章博士,, Monjō hakase?). Il y avait généralement beaucoup de copistes calligraphes travaillant sous la direction du calligraphe en chef[6].
  - Premier assistant du calligraphe en chef de la cour (助教,, Jokyō?)[6].
  - Professeurs de littérature (japonaise et chinoise) literature (直講,, Chok'kō?)—two positions[6].
  - Professeurs de prononciation des mots (音博士,, On hakase?)—two positions[6].
  - Professeurs de calligraphie (書博士,, Sho hakase?)—two positions[6].

## Dans la hiérarchie du shogunat
Durant l'époque d'Edo, le titre le chef du système éducatif du gouvernement. Il est conféré pour la première fois par le shogun en 1691 lorsque l'académie néo-confucéenne emménage sur des terres fournies par le shogunat à Yushima. Pendant les années suivantes, ce titre devient héréditaire pour les dix générations suivantes. Les chefs héréditaires daigaku sont les suivants :
- Fils du fondateur : Hayashi Gahō (1618-1688), autrefois Hayashi Harukatsu (3e fils de Razan)[8].

- 1er recteur (et Daigaku-no-kami): Hayashi Hōkō (1644-1732), autrefois Hayashi Nobuhatsu (fils de Gahō)[9].
- 2e recteur (et Daigaku-no-kami): Hayashi Ryūkō (1681-1758).
- 3e recteur (et Daigaku-no-kami): Hayashi Hōkoku (1721-1773).
- 4e recteur (et Daigaku-no-kami): Hayashi Hōtan (1761-1787).
- 5e recteur (et Daigaku-no-kami): Hayashi Kimpō (1767-1793), aussi connu sous les noms de Hayashi Kanjun ou Hayashi Nobutaka[10].
- 6e recteur et 8e Daigaku-no-kami): Hayashi Jussai  (1768-1841), autrefois nommé Matsudaira Norihira, 3e fils de Matsudaira Norimori, daimyo du domaine d'Iwamura — Norihira est adopté par la famille Hayashi lorsque Kimpō/Kanjun meurt sans héritiers ; ce qui explique la politique étrangère de l'empereur Kōkaku en 1804[11]. Aussi connu sous les noms de Hayashi Jitsusai[12] et Hayashi Kō[10].
- 7e recteur (et Daigaku-no-kami): Hayashi Teiu (1791-1844).
- 8e recteur (et Daigaku-no-kami): Hayashi Sōkan (1828-1853).
- 9e recteur (et Daigaku-no-kami): Hayashi Fukusai (1800-1859), aussi connu sous le nom de Hayashi Akira, négociateur en chef de la délégation lors de la signature de la convention de Kanagawa[13].
- 10e recteur (et Daigaku-no-kami): Hayashi Gakusai (1833-1906), autrefois Hayashi Noboru, chef de l'académie en 1867.

Le resteur du Yushima Seidō se trouvait au sommet du système d'éducation et de formation national créé par le shogunat Tokugawa. La position de Daigaku-no-kami deviendra héréditaire dans le clan Hayashi, de même que la fonction de recteur de l'académie d'Edo. Daigaku-no-kami, dans le contexte de la hierarchie du shogunat Tokugawa, se traduirait aujourd'hui par « Chef de l'université nationale ». La réputation du clan est réduite à néant lorsqu'un descendant publie les 7 volumes du Nihon ōdai ichiran et les 310 volumes, en 1690, de L'histoire compréhensive du Japon (本朝通鑑/ほんちょうつがん, Honchō-tsugan).

## Dans la hiérarchie du gouvernement de Meiji
À la suite de la restauration de Meiji, le titre fut aboli mais la fonction survit quelque peu avec celle du dajōkan.

## Source de la traduction
- (en) Cet article est partiellement ou en totalité issu de l’article de Wikipédia en anglais intitulé « Daigaku-no-kami » (voir la liste des auteurs).